# 皇司信秀
皇司 信秀（おうつかさ のぶひで、1971年2月18日 - ）は、兵庫県三木市福井出身で入間川部屋に所属した元大相撲力士、現若藤親方。得意手は突き、押し、寄り、いなし、猫騙し。アマチュア相撲出身。最高位は西前頭4枚目（2001年7月場所）。身長175cm、体重152kg。趣味はビデオ鑑賞。本名は大内 信英（おおうち のぶひで）、血液型はA型。

## 来歴
兵庫県三木市福井出身の金属加工業の二男である。祖父と父が相撲好きだった影響で三木市立三樹小学校6年の時からの時から相撲好きで力士を志し、三木市立三木中学校で相撲を始め、相撲部（現在は廃部）に入部し、全国大会に出場した。市川高校相撲部では国民体育大会や全国高等学校相撲選手権大会で団体優勝に貢献し、日本大学相撲部では全日本相撲選手権大会で活躍した。高校と大学では大日ノ出の1年後輩である。1993年3月場所、日大同学年の白崎と共に入間川部屋から初土俵を踏む。新関取を機に苗字の読みからヒントを得て皇司に改名した。
当初は右下手半身で寄る取り口で、特に大兵には体格で負けて勝ち味が遅く十両で低迷したが、立合いからの突き押しで離れて動き回る相撲が増えてからは強味を増して1999年9月場所に入幕を果たした。2001年7月場所には自己最高位の西前頭4枚目まで番付を上げ、2002年にかけて幕内に定着したものの、その後は次第に十両へ落ちることが多くなった。2005年11月場所には十両下位まで転落したが、そこから這い上がって、2006年1月場所は西十両4枚目で10勝5敗と大勝し、2005年3月場所以来1年ぶりの幕内復帰を果たしたが、4勝11敗と負け越して再び十両に陥落した。このように幕内では勝ち越せないが（新入幕以後、幕内での10度の勝ち越しはすべて8勝である）、十両では地力を見せつけ大勝することが多かった。幕内で2場所連続で負け越し、東十両筆頭で迎えた2007年3月場所には、11勝4敗で十両優勝次点の好成績を挙げている。しかし、10回目の入幕と史上3位の記録となった翌5月場所では、初日から10連敗してしまい4勝11敗だった。
また、2005年11月場所中の琴ノ若の引退で、2005年11月場所千秋楽時点で現役最高齢関取となった。30歳代半ばを迎えてもキビキビした動きは衰えず、相撲中継でもたびたび「関取最年長とは思えないほど動きは若い」と評されていた。
2008年1月場所、西十両4枚目で9勝6敗と勝ち越し、3月場所で11回目の入幕を決めた。37歳0カ月での幕内復帰は戦後3位の高齢記録で、入幕回数11回は昭和以降3位。この場所は初日から4連勝し、上記の不名誉な記録を脱却できるかと思われたが、5日目から10連敗してしまい結局5勝10敗と負け越し、十両へ陥落した。
東十両12枚目で迎えた2009年3月場所、4日目に勝ったものの、12日目終了の時点で1勝11敗と大不振に陥った。右肩を痛めたとの診断書を提出し、翌13日目から幕下時代の1993年7月場所以来15年半ぶりの休場。翌3月28日に引退、年寄若藤として後進の指導にあたることとなった。
日本相撲協会の業務では、現在は名古屋場所担当の委員を務めている。私生活では、2013年10月13日に、ダイエット目的で通っていたスポーツ関連施設で出会ったという女性と結婚した。
2023年2月1日付で同年4月に停年となる16代入間川が部屋付きの17代雷（元小結・垣添）と師匠を交代し雷部屋となるのに伴い、15代若藤（皇司）は同日付で木瀬部屋へ転属する事が発表された。

## 略歴
- 1993年 - 日本大学相撲部を経て入間川部屋入門。3月場所初土俵。
- 1996年 - 1月場所、新十両（四股名を本名の大内 信英改め皇司 信秀）
- 1999年 - 5月場所、十両優勝。9月場所に新入幕。
- 2005年 - 1月場所、2度目の十両優勝。
- 2009年 - 3月場所14日目に引退、年寄・若藤として入間川部屋の部屋付き親方となる。

## エピソード
- 幕内土俵入りであわや遅刻と言う失態を犯した事がある。土俵入りの列に割って入り、四股名を呼ばれる寸前でギリギリ間に合った。
- 2001年、30才を過ぎてから横綱と初対戦するのは年長記録として話題になった。

## 主な成績
- 通算成績：616勝660敗2休 勝率.483
- 幕内成績：184勝266敗 勝率.409
- 現役在位：97場所
- 幕内在位：30場所

### 各段優勝
- 十両優勝：2回 (1999年5月場所、2005年1月場所)
- 幕下優勝：1回 (1993年5月場所)

### 場所別成績
| | 一月場所 初場所（東京） | 三月場所 春場所（大阪）  | 五月場所 夏場所（東京） | 七月場所 名古屋場所（愛知） | 九月場所 秋場所（東京） | 十一月場所 九州場所（福岡） |
| --- | ----------------------- | ------------------------ | ----------------------- | --------------------------- | ----------------------- | --------------------------- |
| 1993年 （平成5年） | x                       | 幕下付出60枚目 4–3       | 西幕下48枚目 優勝 7–0   | 東幕下5枚目 3–3–1           | 西幕下10枚目 2–5        | 東幕下22枚目 2–5            |
| 1994年 （平成6年） | 東幕下40枚目 3–4        | 西幕下52枚目 5–2         | 西幕下31枚目 2–5        | 西幕下48枚目 5–2            | 西幕下30枚目 5–2        | 西幕下19枚目 4–3            |
| 1995年 （平成7年） | 西幕下14枚目 4–3        | 西幕下9枚目 5–2          | 西幕下4枚目 5–2         | 東幕下筆頭 2–5              | 東幕下16枚目 6–1        | 東幕下3枚目 5–2             |
| 1996年 （平成8年） | 西十両12枚目 4–11       | 西幕下6枚目 2–5          | 東幕下18枚目 6–1        | 東幕下3枚目 4–3             | 東幕下2枚目 5–2         | 西十両12枚目 8–7            |
| 1997年 （平成9年） | 西十両8枚目 8–7         | 西十両6枚目 6–9          | 西十両9枚目 8–7         | 東十両7枚目 5–10            | 東十両12枚目 8–7        | 西十両7枚目 6–9             |
| 1998年 （平成10年） | 東十両11枚目 6–9        | 東幕下筆頭 4–3           | 東十両12枚目 9–6        | 西十両7枚目 6–9             | 西十両11枚目 9–6        | 西十両8枚目 6–9             |
| 1999年 （平成11年） | 西十両11枚目 8–7        | 東十両10枚目 9–6         | 東十両6枚目 優勝 11–4   | 東十両筆頭 9–6              | 東前頭14枚目 8–7        | 西前頭11枚目 8–7            |
| 2000年 （平成12年） | 西前頭10枚目 5–10       | 東十両筆頭 6–9           | 東十両3枚目 9–6         | 西前頭12枚目 8–7            | 東前頭11枚目 6–9        | 東前頭13枚目 5–10           |
| 2001年 （平成13年） | 西十両3枚目 10–5        | 東前頭12枚目 8–7         | 東前頭8枚目 8–7         | 西前頭4枚目 4–11            | 西前頭9枚目 7–8         | 東前頭11枚目 8–7            |
| 2002年 （平成14年） | 西前頭7枚目 8–7         | 西前頭5枚目 6–9          | 東前頭7枚目 7–8         | 東前頭9枚目 5–10            | 西前頭12枚目 5–10       | 西十両3枚目 10–5            |
| 2003年 （平成15年） | 東前頭13枚目 4–11       | 西十両2枚目 9–6          | 西前頭14枚目 8–7        | 西前頭10枚目 5–10           | 東前頭15枚目 8–7        | 西前頭13枚目 5–10           |
| 2004年 （平成16年） | 東十両2枚目 8–7         | 西十両筆頭 7–8           | 西十両2枚目 9–6         | 西前頭14枚目 8–7            | 西前頭13枚目 3–12       | 西十両4枚目 5–10            |
| 2005年 （平成17年） | 西十両7枚目 優勝 12–3   | 西前頭16枚目 4–11        | 西十両4枚目 9–6         | 西十両筆頭 4–11             | 東十両8枚目 6–9         | 東十両11枚目 10–5           |
| 2006年 （平成18年） | 西十両4枚目 10–5        | 西前頭15枚目 4–11        | 東十両5枚目 6–9         | 東十両8枚目 9–6             | 東十両5枚目 10–5        | 東前頭15枚目 7–8            |
| 2007年 （平成19年） | 西前頭16枚目 7–8        | 東十両筆頭 11–4          | 東前頭11枚目 4–11       | 東前頭17枚目 6–9            | 東十両2枚目 7–8         | 西十両3枚目 7–8             |
| 2008年 （平成20年） | 西十両4枚目 9–6         | 東前頭16枚目 5–10        | 西十両4枚目 5–10        | 東十両10枚目 7–8            | 西十両12枚目 9–6        | 東十両4枚目 5–10            |
| 2009年 （平成21年） | 東十両8枚目 6–9         | 東十両12枚目 引退 1–12–0 | x                       | x                           | x                       | x                           |
| 各欄の数字は、「勝ち-負け-休場」を示す。 優勝 引退 休場 十両 幕下 三賞：敢=敢闘賞、殊=殊勲賞、技=技能賞 その他：★=金星 番付階級：幕内 - 十両 - 幕下 - 三段目 - 序二段 - 序ノ口 幕内序列：横綱 - 大関 - 関脇 - 小結 - 前頭（「#数字」は各位内の序列） |                         |                          |                         |                             |                         |                             |

### 幕内対戦成績
| 力士名   | 勝数 | 負数 | 力士名   | 勝数 | 負数 | 力士名   | 勝数 | 負数 | 力士名   | 勝数 | 負数 |
| -------- | ---- | ---- | -------- | ---- | ---- | -------- | ---- | ---- | -------- | ---- | ---- |
| 蒼樹山   | 3    | 3    | 安芸乃島 | 1    | 7    | 朝青龍   | 0    | 1    | 朝赤龍   | 0    | 6    |
| 朝乃若   | 6    | 3    | 安壮富士 | 0    | 2    | 安美錦   | 5    | 9    | 岩木山   | 2    | 1    |
| 潮丸     | 5    | 2    | 大碇     | 3    | 0    | 大日ノ出 | 1    | 2    | 小城錦   | 3    | 2    |
| 魁皇     | 0    | 1    | 海鵬     | 6    | 6    | 垣添     | 0    | 6    | 鶴竜     | 0    | 1    |
| 春日王   | 3    | 4    | 春日錦   | 3    | 3    | 片山     | 1    | 0    | 巌雄     | 1    | 0    |
| 稀勢の里 | 0    | 1    | 北桜     | 2    | 5    | 旭鷲山   | 4    | 5    | 旭天鵬   | 4    | 1    |
| 金開山   | 3    | 5    | 光法     | 2    | 1    | 五城楼   | 0    | 1    | 黒海     | 0    | 1    |
| 琴欧洲   | 0    | 1    | 琴ノ若   | 3    | 2    | 琴光喜   | 0    | 4    | 琴龍     | 4    | 5    |
| 境澤     | 1    | 0    | 里山     | 1    | 1    | 敷島     | 2    | 0    | 霜鳳     | 1    | 4    |
| 十文字   | 9    | 5    | 駿傑     | 1    | 0    | 戦闘竜   | 2    | 0    | 大至     | 2    | 0    |
| 大善     | 6    | 4    | 貴闘力   | 2    | 2    | 隆の鶴   | 1    | 2    | 貴ノ浪   | 0    | 2    |
| 隆乃若   | 3    | 6    | 高見盛   | 1    | 5    | 豪風     | 0    | 2    | 玉春日   | 7    | 13   |
| 玉乃島   | 1    | 3    | 玉力道   | 3    | 3    | 千代天山 | 5    | 2    | 出島     | 2    | 4    |
| 寺尾     | 2    | 2    | 闘牙     | 1    | 5    | 時津海   | 7    | 10   | 時天空   | 0    | 1    |
| 土佐ノ海 | 2    | 7    | 栃煌山   | 0    | 1    | 栃栄     | 4    | 8    | 栃乃洋   | 1    | 5    |
| 栃乃花   | 6    | 4    | 豊桜     | 3    | 2    | 豊ノ島   | 1    | 3    | 豊響     | 0    | 2    |
| 白露山   | 2    | 2    | 濵錦     | 3    | 1    | 濱ノ嶋   | 1    | 3    | 追風海   | 2    | 2    |
| 春ノ山   | 1    | 0    | 日馬富士 | 0    | 1    | 肥後ノ海 | 4    | 2    | 普天王   | 0    | 4    |
| 武雄山   | 1    | 10   | 寶智山   | 1    | 0    | 豊真将   | 0    | 2    | 北勝力   | 2    | 2    |
| 湊富士   | 3    | 3    | 雅山     | 1    | 2    | 武蔵丸   | 0    | 2    | 嘉風     | 0    | 4    |
| 龍皇     | 1    | 0    | 露鵬     | 0    | 2    | 若麒麟   | 1    | 0    | 若光翔   | 0    | 1    |
| 若孜     | 0    | 1    | 若兎馬   | 2    | 1    | 若の里   | 3    | 2    | 和歌乃山 | 4    | 6    |

## 四股名改名歴
- 大内 信英（おおうち のぶひで）1993年3月場所-1995年11月場所
- 皇司 信秀（おうつかさ -）1996年1月場所-2009年3月場所

## 年寄名改名歴
- 若藤 信秀（わかふじ のぶひで） 2009年3月28日 - 2009年6月28日
- 若藤 信英（わかふじ のぶひで） 2009年6月29日 -